# Île Nightingale
L'île Nightingale, en anglais Nightingale Island, fait partie de Tristan da Cunha (Territoire britannique d'outre-mer), dans l'Atlantique Sud. 
L'île est inhabitée, seuls des habitants de Tristan da Cunha viennent en villégiature estivale dans quelques cabanes et une fois l'an pour une récolte d'œufs de manchots. Elle abrite un riche écosystème.

## Histoire
Lors de l'éruption sur Tristan da Cunha en 1961, les habitants s'étaient dans un premier temps réfugiés sur cette île, avant d'être évacués en Grande-Bretagne.

L'île inhabitée de Nightingale

## Environnement, écologie
Le 16 mars 2011, un cargo immatriculé à Malte s'est fracassé sur les rochers de île, relâchant une grande quantité de fioul, au détriment notamment des colonies de gorfous sauteurs.

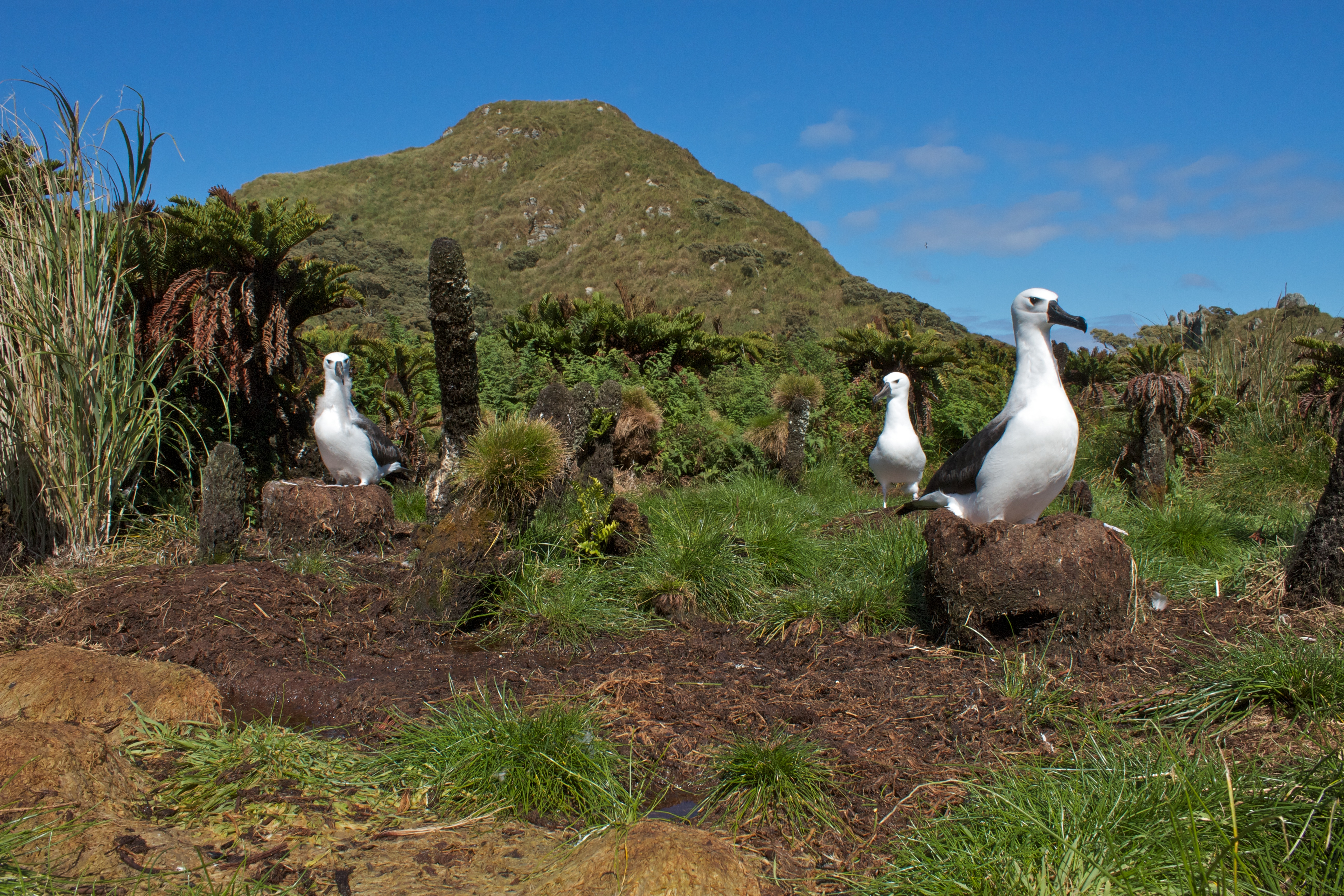
Albatros nichant au sol, sur l'île

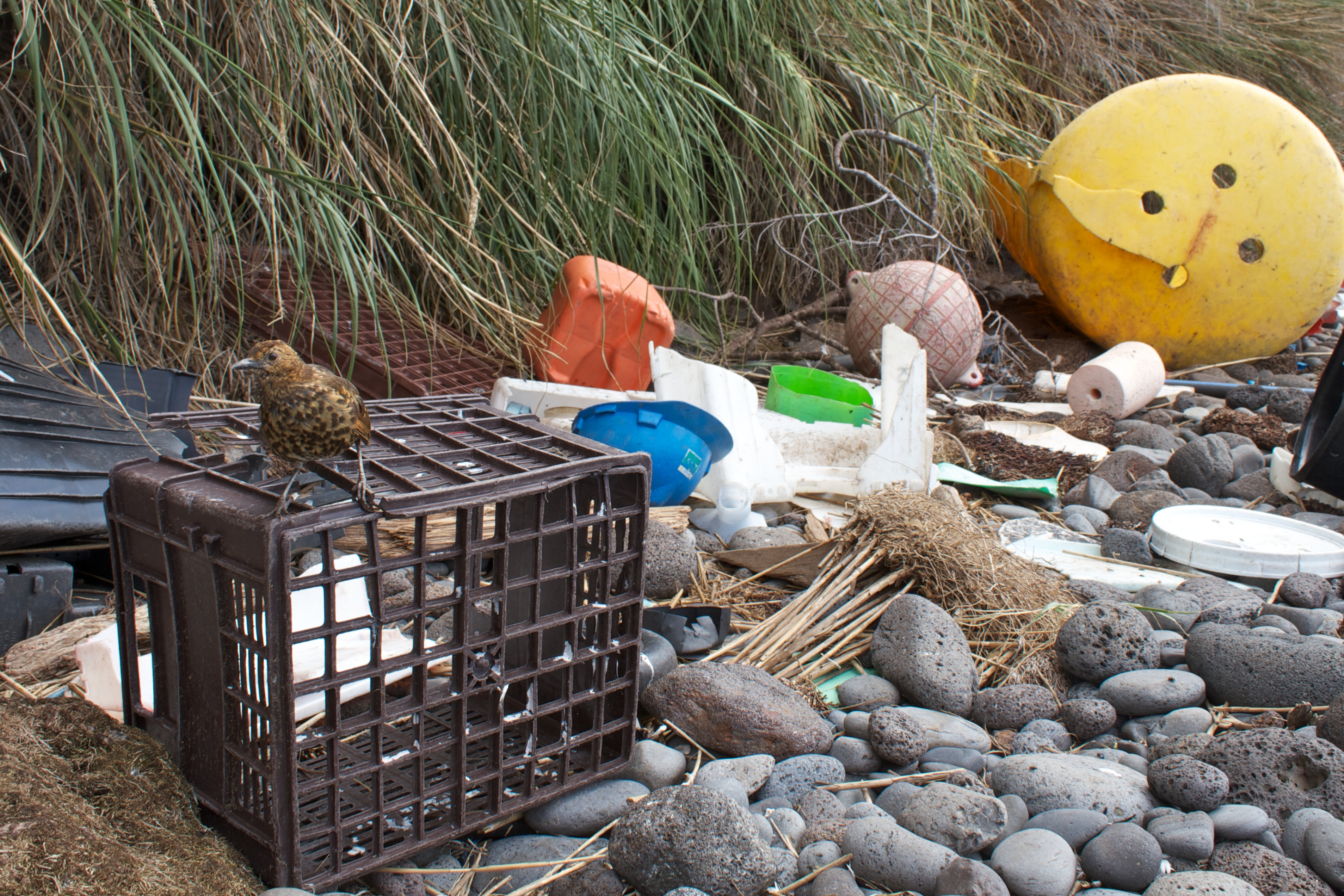
Grive de Tristan da Cunha perchée sur des déchets plastiques, sur le littoral de l'île Inaccessible (inhabitée), à Tristan da Cunha, en plein Atlantique Sud.